# Pentarhopalopilia
Pentarhopalopilia é um género botânico pertencente à família Opiliaceae.

## Espécies
- Pentarhopalopilia madagascariensis
- Pentarhopalopilia marquesii
- Pentarhopalopilia perrieri
- Pentarhopalopilia umbellulata